# Sid McGinnis
Sid McGinnis (Pittsburgh, 6 oktober 1949) is een Amerikaans rockgitarist vooral bekend geworden door zijn werk bij het programma Late Night with David Letterman, als deel van het CBS Orchestra.
In 1984 maakte hij zijn debuut in het programma en sindsdien was hij in elke aflevering te zien.
Naast zijn werk op televisie heeft hij met vele artiesten samengewerkt als Barry Manilow, Peter Gabriel, Carly Simon, Dire Straits, Robert Fripp, The Sisters of Mercy, Laurie Anderson, David Lee Roth, Bob Dylan, David Bowie, Paul Simon, Simon & Garfunkel en anderen.